# Зубово (Оршанский район)
Зубово (бел. Зу́бава) — агрогородок в Оршанском районе Витебской области Беларуси. Административный центр Зубовского сельсовета.

## География
Расположен в 15 км на юг от Орши, 1 км на запад от международной автомагистрали Санкт-Петербург — Одесса (в границах Беларуси — магистраль М8 (Е-95), пролегает дорога М-8/П3.
Ближайшие населённые пункты Левки, Светочевка, Сметанка и др.

## История
В 2008 году деревня Зубово преобразована в агрогородок.

## Население

### Численность
- 2009 год — 523 жителей

### Динамика
- 1997 год — 492 жителей, 223 дворов
- 1999 год — 502 жителей (перепись населения)
- 2009 год — 523 жителей (перепись населения)[3]

## Улицы
- Зелёная
- Лесная
- Новая
- Парковая
- Полевая
- Садовая
- Центральная и др.

## Достопримечательность
- Братская могила, ул. Центральная —  Историко-культурная ценность Республики Беларусь, шифр 213Д000132.
- Памятник погибшим землякам.